# These Are My Twisted Words
These Are My Twisted Words est une chanson du groupe de rock anglais Radiohead. Elle est sortie en téléchargement gratuit le 17 août 2009 sur le site officiel du groupe.

## Sortie
Le 12 août 2009, la chanson était disponible par téléchargement via BitTorrent. Un fichier texte accompagnant la piste contenait un poème et une référence à une date de sortie pour le 17 août 2009. Ce jour-là, le guitariste Jonny Greenwood a publié une note sur le blog du groupe Dead Air Space annonçant que la chanson était disponible gratuitement pour télécharger. Le téléchargement était accompagné de plusieurs dessins réalisés par Stanley Donwood et Thom Yorke destinés à être imprimés sur papier calque. Certains ont spéculé que le groupe avait lui-même coulé la chanson suivant la sortie indépendante de leur album In Rainbows (2007).